# Praha-Satalice
Praha-Satalice egy csehországi vasútállomás, Prágában.

## Megközelítés helyi közlekedéssel
- Busz:  186, 202, 386
- Vonat:   S3   S34

## Vasútvonalak
Az állomást az alábbi vasútvonalak érintik:
- Prága–Turnov-vasútvonal

## Szomszédos állomások
A vasútállomáshoz az alábbi állomások vannak a legközelebb:
- Praha-Vysočany
- Praha-Kbely